# 大塚アスレチックス
大塚アスレチックス（おおつかアスレチックス）は、1947年から国民野球連盟に参入した日本のプロ野球球団。1948年には金星スターズ（現・千葉ロッテマリーンズの前身の一つ）を買収し、統合した。

## 球団の歴史
1947年、国民野球連盟の発足に伴って大塚製作所所有の軟式野球チーム「大塚アンブレラ」をプロ化するとともに、選手を招きいれ、国民リーグに加盟、興行を行った。監督には元巨人、阪急（現・オリックス）監督の三宅大輔が監督として迎えられた。練習は千葉県松戸市にあった大塚製作所の工場敷地内にて行われ、選手寮は葛飾区金町にあった同社の従業員寮内に作られた。翌年、リーグは解散したが、他の国民リーグ所属チームから職を失った選手を引き入れた上で当時未加盟プロだった大映野球と共に1948年1月17日から10日間、九州を中心に巡業を行った。帰京後、大塚幸之助は日本野球連盟会長の鈴木龍二（後のセ・リーグ会長）とベースボール・マガジン社社長の池田恒雄（2002年没）の仲介で金星スターズのオーナー橋本三郎と会談を行い、その結果2月26日に250万円で金星スターズを買い取った。大塚はそのまま金星スターズと大塚アスレチックスを合併させ、新生金星スターズを作った。ただし、この新生金星スターズに合流した国民リーグ出身の選手は8名のみである。

## チーム成績・記録
- 1947年夏季リーグ 17勝13敗 勝率.567 2位／4チーム
- 1947年秋季リーグ 15勝6敗 勝率.714  1位／4チーム
- 1948年1月九州巡業　詳細不明

## 母体
- 大塚製作所……洋傘部品製造。大塚幸之助が経営していた。
  - 大塚幸之助……オーナー。軍需産業を転換した大塚製作所を経営。プロ野球に関わったことで国税当局から叩かれ、税務調査を受ける羽目になった。これによって、大塚製作所の経営は打撃を受けたと言われる。大映野球に合併後も同球団に関わり、永田雅一の個人的スタッフとして、永田の関与した大毎（東京）オリオンズ（現・千葉ロッテマリーンズ）、東京球場、ペプシコーラ日本代理店、ならびに東京スポーツ新聞に関係した。最晩年は東スポ監査役であった。

## 所属選手・監督
- 三宅大輔（阪急軍）……監督。
- 秋元英夫……助監督。背番号30。明治大学出身。大塚幸之助とは軟式野球チームのチームメイトだった。
- 板倉正男……投手。背番号16。千葉商業学校出身。1948年に金星スターズに入団。1949年から捕手転向、高橋ユニオンズ時代に主戦捕手としてヴィクトル・スタルヒンとバッテリーを組む。
- 戸田吉蔵（東京巨人軍）……投手。背番号17。
- 石崎亀喜……投手。背番号23。宇和島中学出身。1948年に外野手として金星スターズに入団。
- 内山憲二……投手。背番号28。マネージャー兼任。
- 木場巌……投手。嘉義中学出身・社会人野球の西日本鉄道出身。秋季リーグより加入。1948年金星スターズに入団。
- 小林経旺……投手。台中商業出身・社会人野球の台湾電力、上田栞製作所出身。1948年金星スターズに入団。
- 佐野政市……投手。島田商業学校出身。
- 鈴木忠……捕手。背番号8。日大二中出身。1950年に西日本パイレーツに入団。
- 長島進（名古屋金鯱軍）……捕手。関東中学出身。背番号10。退団後は日本大学に入学、豊岡物産を経て1950年に毎日オリオンズに入団。
- 門前眞佐人（結城ブレーブス）……捕手。広陵中学出身、阪神軍退団後広島鯉城園、東京カッブスを経て結城ブレーブスより入団。1948年金星スターズに入団。のち広島カープに入団。
- 佐々木光雄（大洋軍）……内野手。背番号1。
- 林信一郎（阪急軍）……内野手。背番号3。
- 乾国雄（大阪タイガース）……二塁手。背番号5。京阪商業学校出身。
- 坂本茂（東京巨人軍）……内野手。背番号6。日大三中出身。1950年近鉄パールスに入団。
- 山田潔（東京巨人軍）……内野手。背番号15。1948年金星スターズに入団。
- 中野義雄……外野手。背番号2。
- 宮下利雄……外野手。背番号9。横浜高専出身。1948年金星スターズに入団。
- 新井一（名古屋金鯱軍）……外野手。背番号24。
- 宮下義雄（セネタース）……外野手。背番号25。
- 真野春美……内野手。明治大学出身・社会人野球の東京倶楽部、藤倉電線、全京都でプレー。1948年金星スターズに入団